# Bácsalmás
Bácsalmás (alemán: Almasch) es una ciudad húngara, capital del distrito de Bácsalmás en el condado de Bács-Kiskun, con una población en 2013 de 6811 habitantes.
Se conoce la existencia del pueblo desde 1543, según documentos del Arzobispado de Kalocsa. A finales del siglo XVIII, los Habsburgo asentaron aquí a numerosos alemanes, que fueron la etnia mayoritaria hasta su expulsión en 1946, cuando fueron sustituidos por magiares venidos de Eslovaquia. Adquirió estatus urbano en 1986.
Se encuentra ubicada en la frontera con Serbia, unos 15 km al oeste de Subotica.